# Паллен, Сидней
Сидней Паллен (англ. Sidney Pullen; 14 июля 1895, Саутгемптон — 1950-е, Рио-де-Жанейро) — английский и бразильский футболист, полузащитник и нападающий. Также работал футбольным арбитром. Паллен является единственным не-бразильцем, выступавшим за сборную Бразилии.

## Карьера
Сидней Паллен родился в Англии и в юном возрасте мигрировал в Бразилию, вместе с отцом, Хью Палленом, который устроился работать на фабрику в Рио-де-Жанейро. После приезда, Паллен начал играть в футбол в местной команде «Пайсанду» и в возрасте 17-ти лет он выиграл с клубом чемпионат штата Пара.
После начала первой мировой войны «Пайсанду» был закрыт, и Паллен перешёл во «Фламенго», где первоначально занимался греблей. Он дебютировал в составе команды 21 апреля 1915 года в игре с клубом «Вила Исабел», завершившимся вничью 1:1. В третьей игре за клуб, 5 мая с «Рио Крикет», Паллен забил гол; игр завершилась ничьей 2:2. В том же году он выиграл с командой чемпионат штата Рио-де-Жанейро, а всего побеждал в этом турнире 4 раза. За «Фламенго» Паллен выступал до 1923 года, проведя в общей сложности 130 матчей и забив 47 мячей. Также полтора года, с апреля 1918 по сентябрь 1919, Паллен не играл в футбол, будучи завербованным Британией для участия в боевых действиях на фронте.
8 июля 1916 года Паллен дебютировал в составе сборной Бразилии в игре чемпионата Южной Америки с Чили, которая завершилась ничьей 1:1. На самом соревновании он сыграл все три игры, а бразильцы заняли 3-е место. Всего за сборную Паллен провёл 5 встреч. На том же турнире он, 6 июня, провёл матч в качестве главного арбитра встречи Аргентина — Чили.

## Достижения
- Чемпион штата Пара: 1912
- Чемпион штата Рио-де-Жанейро: 1915, 1920, 1921, 1925